# Núbia Maria Mangabeira Guerra
Núbia Maria Mangabeira Guerra (Jacobina, 24 de agosto de 1954). Viveu toda sua vida na cidade, onde construiu uma carreira sólida na educação pública. Foi professora, diretora, gestora e referência para várias gerações. Faleceu em 19 de novembro de 2012, aos 58 anos, após lutar contra o câncer. Seu nome hoje é lembrado como símbolo de compromisso com o ensino e com o desenvolvimento social por meio da educação.Início da sua trajetória profissional. Desde jovem, Núbia demonstrava vocação para o magistério. Sempre interessada em ensinar, acreditava que a educação era essencial para melhorar a vida das pessoas. Iniciou seus estudos no Centro Educacional Deocleciano Barbosa de Castro, onde se formou em magistério, e logo começou a lecionar em escolas públicas. Durante mais de 40 anos, trabalhou em instituições de ensino tanto em Jacobina quanto em Salvador Em todas as funções que exerceu, seja como professora, coordenadora ou diretora. Sempre mantendo a ética, o compromisso e o respeito pelos alunos e colegas. Sua atuação ia além da sala de aula, participando de projetos escolares, auxiliando na formação de professores e promovendo melhorias no ambiente escolar.

## Contribuição em Jacobina
Núbia é lembrada pela dedicação e seriedade com que trabalhava. Em Jacobina, atuou em diversas escolas, sendo um dos principais nomes da educação na cidade. Lecionou no Colégio Felicidade de Jesus Magalhães, atualmente chamado de CETEP (Centro Territorial de Educação Profissional).  Também teve uma importante atuação na antiga Escola Yeda Barradas Carneiro, onde foi professora e diretora. Sua gestão como diretora foi marcada por avanços na organização da escola e no atendimento aos estudantes. Depois de sua morte, a escola foi rebatizada como Escola Municipal Núbia Maria Mangabeira Guerra, como forma de homenagear sua contribuição. A mudança foi oficializada pela Lei Municipal nº 1.237/2014.[ JACOBINA. Lei Ordinária nº 1237/2014. Altera o nome da Escola Municipal Yeda Barradas Carneiro para Escola Municipal Núbia Maria Mangabeira Guerra. A renomeação da escola é, para muitos, uma forma justa de reconhecer o papel que Núbia teve na construção de uma educação pública mais humana e eficiente.

## Atuação em sala de aula
Núbia também trabalhou na Diretoria Regional de Educação (antiga DIREC, hoje chamada de NTE – Núcleo Territorial de Educação). Lá, coordenou o setor de merenda escolar, organizando a distribuição de alimentos para as escolas da região com eficiência e cuidado. Durante um período, viveu em Salvador, onde seguiu sua missão como educadora. Lecionou em uma escola na Ladeira da Barra e levou sua experiência ao contexto urbano da capital baiana. Mesmo fora de Jacobina, manteve o comprometimento e sensibilidade no trabalho com os alunos. A Escola Municipal Núbia Maria Mangabeira Guerra recebeu esse nome para homenagear o trabalho da professora, que foi dedicada à educação por mais de 40 anos. Núbia sempre foi conhecida por ensinar com seriedade, cuidar dos alunos e ajudar a melhorar as escolas onde trabalhou.

## Importância
Ela participou de projetos, ajudou outros professores e buscou formas de melhorar o ensino.  A mudança de nome da escola foi feita por uma lei municipal em 2014, como forma de valorizar tudo o que ela fez pela educação em Jacobina. A homenagem reconhece sua importância para a cidade e para os alunos que passaram por suas aulas. O trabalho de Núbia ajudou a melhorar o ensino nas escolas públicas de Jacobina. Como professora e diretora, ela organizou o dia a dia das escolas, criou um ambiente mais acolhedor e incentivou a participação dos professores e alunos. Mesmo depois de sua morte, seu nome ainda é lembrado como símbolo de compromisso com a educação, com os estudantes e com a comunidade.